# Escut de Benimassot
L'escut de Benimassot és un símbol representatiu oficial de Benimassot, municipi del País Valencià, a la comarca del Comtat. Té el següent blasonament:
| « | Escut partit i migtruncat. Primer, d'argent, en lletres de sable posades en situació de faixa la llegenda Ma'sūd, sobremuntada d'un creixent d'or revessat, i en punta dues creus planes d'atzur. Segon, d'or, partit d'argent, llisos. Tercer, de gules, tres cards d'or ben ordenats. Per timbre, una corona reial tancada. | » |

## Història
Ordre de l'13 de setembre de 1988, de la Conselleria d'Administració Pública. Publicat en el DOGV núm. 915, del 4 d'octubre de 1988.
El creixent d'or i les creus fan referència al seu passat històric, juntament amb el nom de Ma'sūd, referit a l'etimologia del topònim àrab. Al costat, les armes dels senyors de Benimassot, els Entença (?) i els Cardona, marquesos de Guadalest.